# Chrome

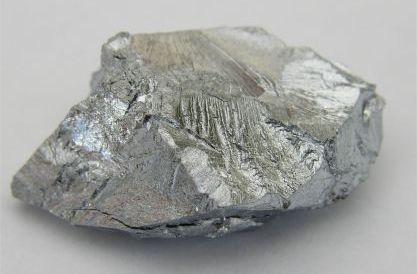
Fragment de chrome.

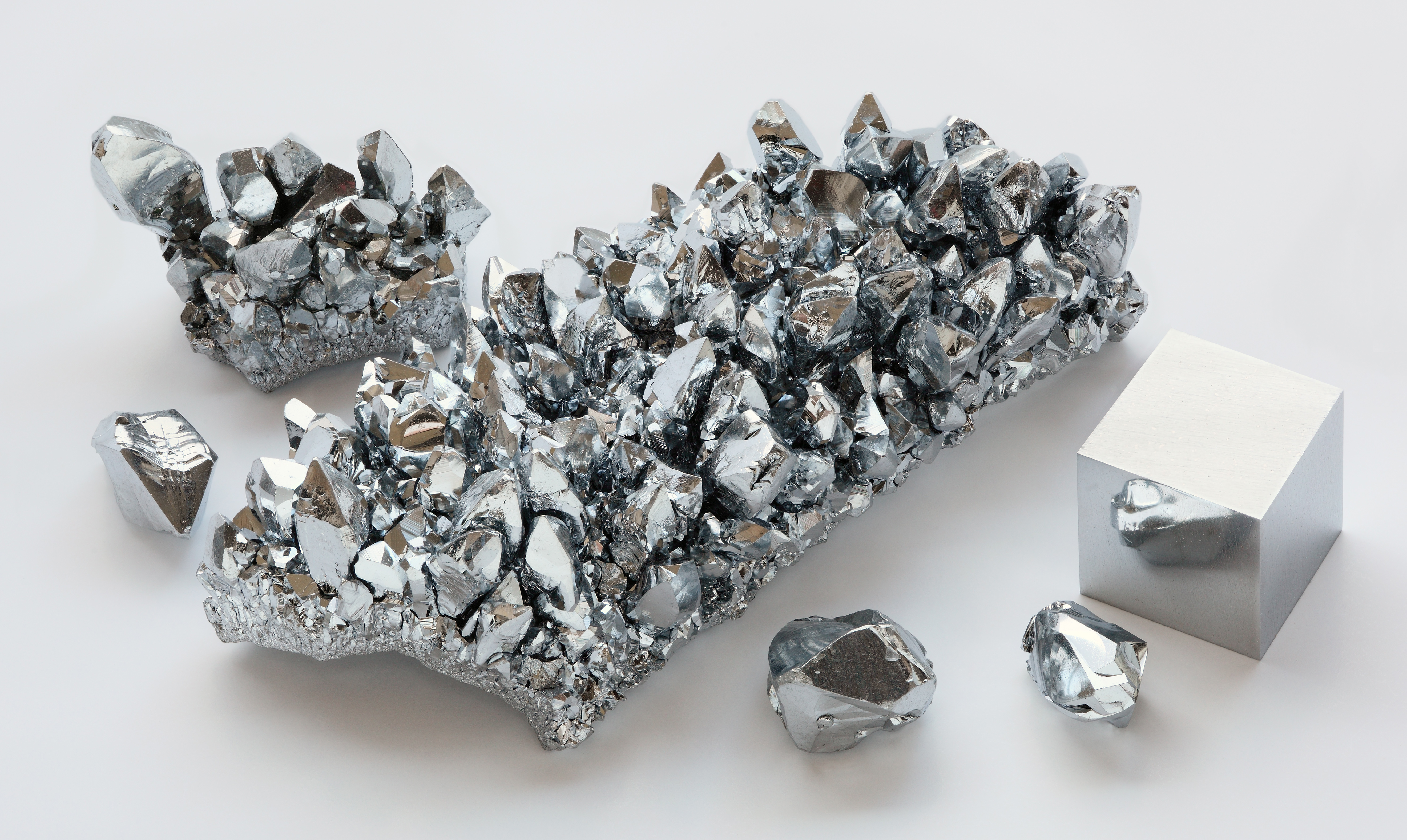
Cristaux de chrome ultrapur.

Pour les articles homonymes, voir Chrome (homonymie) et Cr.
Le chrome  est l'élément chimique de numéro atomique 24, de symbole Cr. Le corps simple est un métal de transition.

## Généralité sur l'élément et le corps simple, histoire et lexique
Le chrome appartenant au groupe 6 et à la période 4 du tableau périodique fait partie de la famille des métaux de transition. Il fait partie du sixième groupe secondaire du tableau périodique, en un sens restreint du groupe chimique du chrome ou groupe VI B, qui comporte également le molybdène Mo et le tungstène W.

### Groupe du chrome
Ces éléments se caractérisent par des corps simples métalliques qui ont des points de fusion élevés, des pressions de vapeur parmi les plus basses, des faibles coefficients de dilatation thermique. Sur la surface de ces trois métaux, il se forme à température ambiante une couche d'oxyde(s) entravant souvent les réactions chimiques destructrices. La stabilité face aux bases et oxydants faibles est ainsi assurée. Toutefois les milieux alcalins fondus transforment ces métaux en ions chromates, molybdates et tungstates. Les composés sont souvent colorés, parfois utilisés comme pigments minéraux. Leurs différents carbures sont très durs, leurs sulfures dévoilent des structures réticulaires en couches, suffisamment stables au niveau thermique, d'où leurs applications comme lubrifiants. Les alliages avec le fer ont fait leur renommée pour la production d'outils en acier. 
L'occurrence naturelle de l'élément chrome est cinquante fois plus importante que celle du tungstène, le molybdène étant légèrement plus rare, de l'ordre de 15 % de moins, que le tungstène.

### Sur l'élément Cr et sa découverte
La structure électronique de l'atome de chrome soit [Ar] 3d5 4s1 justifierait a priori des états d'oxydations entre I et VI
L'élément chimique, ainsi que le corps simple, ont été découverts par Louis-Nicolas Vauquelin à partir de l'analyse du plomb rouge de Sibérie, ou crocoïte ou chromate de Pb et Cr PbO.CrO3. Ce minerai lui avait été envoyé par D. Lehmann, ingénieur des mines et directeur des collections d'histoire naturelles à Saint-Pétersbourg, qui avait, en minéralogiste averti, décrit l'espèce minérale en 1766.
La dénomination du nom s'explique par le mot grec étymon χρὣμα ou khrôma ou latine chroma signifiant « couleur, couleurs à teintes vives » car les composés du chrome familier du chimiste sont diversement colorés. Les teintes variées de ses composés sont par exemple carmin foncé pour le trioxyde CrO3, vert pour le sesquioxyde Cr2O3, orange pour le dichromate de sodium Na2Cr2O7 et autres oxydes mixtes.

### Histoire
Des flèches trouvées dans des tombes datant de la fin du IIIe siècle AC dans le Mausolée de l'empereur Qin près de Xi'an, Chine ont été analysées. Bien qu'enterrés depuis plus de 2 000 ans, d'anciens carreaux d'arbalète et des épées en bronze ne montrent pas de signes de corrosion, parce que le bronze est recouvert de chrome.
Le chrome fut remarqué en Occident au XVIIIe siècle :
En 1761, Johann Gottlob Lehmann (de) trouva un minerai rouge-orange dans les montagnes de l'Oural, qu'il nomma « plomb rouge de Sibérie ». Ce minerai, quoique mal identifié comme un composé de plomb avec du sélénium et du fer, était en fait un chromate de plomb (PbCrO4).
En 1770, Peter Simon Pallas visita le même site que Lehmann et trouva un minerai de « plomb » rouge, qui fut très vite utilisé comme pigment dans les peintures. L'emploi du plomb rouge sibérien comme pigment se développa rapidement, et le jaune brillant obtenu à partir de crocoïte devint une couleur très à la mode.
En 1797, Louis-Nicolas Vauquelin reçut quelques échantillons de minerai de crocoïte. Il fut alors capable de produire de l'oxyde de chrome (CrO3) en addition de l'acide chlorhydrique à la chromite. En 1798, Vauquelin découvrit qu'il pouvait isoler le chrome métallique en chauffant l'oxyde dans un fourneau à vent avec du charbon actif.
2 Cr2O3 solide + 3 C charbon actif → 4 Cr masse de chrome métal + 3 CO2 gaz carbonique
En réalité, comme la réaction technique est conduite en chauffant dans un creuset enduit de chaux ou simplement à base de chaux vive CaO, le gaz carbonique ou dioxyde de carbone, s'il ne s'échappe pas, est capté par la chaux sous forme de carbonate de calcium CaCO3.
Le chimiste français est aussi capable de détecter des traces de chrome dans certaines pierres précieuses comme les rubis ou les émeraudes. Ce procédé a assez vite été employé par les chimistes-minéralogistes pour reconnaître les différents minéraux chromés. Plus tard, cette technique mise en échec permit de découvrir d'autres minéraux inconnus, et ainsi, l'élément béryllium qu'ils contiennent.
Il démontra aussi avec son collègue Laugier qu'on en trouvait dans presque toutes les météorites.
Durant le XVIIIe siècle, le chrome est principalement utilisé comme pigment dans la peinture, ainsi le jaune de chrome PbCrO4. Mais la base de la chimie ancienne du chrome est fondée sur le dichromate de potassium.
Au début, la crocoïte d'origine russe en fut la source principale mais en 1827 un grand dépôt de chromite de fer FeCr2O4 ou FeO.Cr2O3 fut découvert aux États-Unis près de Baltimore. Les États-Unis devinrent donc le plus grand producteur de dérivés du chrome, jusqu'en 1848 quand un grand dépôt de chromite fut découvert près de Bursa, en Turquie.
Dès le milieu du XIXe siècle, le sulfate de chrome permet un tannage plus rapide des cuirs, assurant de plus une meilleure imperméabilité des peaux finales. Les chimistes commencent à comprendre que les complexes inorganiques de l'ion chrome, associés au collagène ou matière organique des cuirs-peaux, engendrent des structures plus ou moins stables. Les tanneries avec les aluns de chrome potassique et ammonié, les industries textiles qui les utilisent comme mordants ainsi que les industries céramiques friandes de couleurs ou de structures réfractaires à base de chrome, entraînent déjà une importante pollution des eaux.
Notez que le chrome est utilisé pour la galvanoplastie depuis 1848, car une strate de métal chrome sur une surface métallique, par exemple en acier, est à la fois protectrice et d'un bel effet, de plus en plus brillant lorsqu'il est poli et lustré. Le placage au chrome est parfaitement connu à la Belle Époque, mais il reste coûteux. Mais son utilisation se développe par l'amélioration de la technique en 1924 avant de devenir véritablement commune dans les années quarante.
Ainsi le chromage, à la suite, par exemple, des travaux du chimiste américain Collin G. Finck (1881-1953) de l'université Columbia ou aux réalisations extravagantes de pièces chromées de voiture par le dessinateur industriel Harley Earl (1893-1969) commence à se répandre dans les années 1920, Le métal chrome est utilisé comme garniture de protection et décorative de parties de voiture, de jouets de plomb, de parties de meuble et bien d'autres éléments : il est appliqué, en général, par galvanoplastie. Cette technique qui prend son essor dans l'entre-deux-guerres peut être observée avec les différents modèles de grille-pains, les objets lustrés à la mode, les ailerons de voiture ou les diverses pièces automobiles ou industrielles de l'époque.
Dès les années 1870, les chimistes comprennent que l'addition d'une faible proportion de chrome (sous forme de ferrochrome) dans les aciers les rend résistants.
Les aciers inox contiennent au minimum 13 % en masse de chrome, ils sont peu coûteux à produire, résistants à la rouille et moins susceptibles de peler. Son emploi couvre les couverts de la table jusqu'aux instruments chirurgicaux, en passant par des matériaux de protection à belle surface ou des tôles plus ou moins épaisses à surface extérieure éclatante, comme les revêtements classiques de bar en acier chromé. Au début du XXIe siècle, il apparaît principalement pour son usage majoritaire, à environ 85 % en masse dans les alliages de métaux, la chimie industrielle consommant le reste.
La première préparation industrielle de métal pur date seulement de l'année 1898, en conséquence bien après la généralisation du ferrochrome, utilisé massivement pour les aciers spéciaux
Les "chromites", caractérisées par une structure cristalline stable, des coefficients d'expansion thermique modérés, un haut point de fusion, sont utilisés dans l'industrie des corps réfractaires.

### Lexique
L'adjectif chromique et le substantif chromate sont proposés d'emblée par le chimiste Vauquelin en 1797, en associant avec l'élément et corps simple métal chrome. Le mot neutre "das Chrom" est attesté en langue allemande en 1800, par adaptation du français. L'anglais garde une terminologie latine chromium.
Un chromate désigne un sel de l'acide chromique. Le "chromate rouge" est dès l'origine le bichromate de potassium, différent du "chromate jaune" de potassium.
Dès 1808, sous l'influence de Georges Cuvier, l'adjectif chromatée qualifie ce qui contient un sel de chrome. Le verbe chromer signifiant d'abord "recouvrir de métal chrome un autre métal à protéger" puis "tanner un cuir à l'alun de chrome" est une création du XIXe siècle. D'où l'emploi au moins ambivalent de l'adjectif chromée qui peut qualifier par exemple un acier ou un cuir. Mais l'adjectif "chromé" est aussi devenu synonyme de l'adjectif "chromaté", les deux adjectifs qualifiant une matière ou un matériau qui contient du chrome ou qui est recouverte de chrome. Les verbes "chromer" et "chromater" signifient aussi en un sens chimique "combiner avec du chrome".
L'adjectif chromifère qualifie un corps ou une matière, surtout minérale, parfois une molécule ou composé organique, qui contient du chrome.

## Isotopes
Le chrome possède 26 isotopes connus de nombre de masse variant entre 42 et 67, et deux isomères nucléaires. Quatre de ces isotopes sont stables et représentent la totalité du chrome présent dans la nature, 50Cr, 52Cr, 53Cr, et 54Cr, 52Cr étant le plus abondant (83,789 % d'abondance naturelle). La masse atomique standard du chrome est donc de 51,996 1 u, très proche de la masse isotopique de 52Cr. 50Cr est suspecté de se désintégrer par double désintégration bêta (β+β+) en 50Ti avec une demi-vie d'au moins 1,3 × 1018 années, bien que cette désintégration n'ait pour l'instant jamais été observée.

## Occurrences de l'élément, extraction minière et purification
Le chrome est un élément métal de transition nullement rare, parfois moyennement abondant dans la croûte terrestre. Le clarke est de l'ordre de 100 g à 200 g par tonne dans la croûte terrestre ; l'élément est assez abondant dans des roches magmatiques ultrabasiques où les concentrations en Cr, sous forme des minéraux chromite et de picotite, peuvent atteindre 1 600 g par tonne . Dans ces roches ultrabasiques, les minéralogistes chinois ont d'ailleurs mis en évidence le corps simple métal ou chrome natif.
Les minéraux silicates, comme la muscovite ou "mica blanc", le pyroxène, l'épidote, la chlorite, le grenat ouwarite contiennent très communément des traces d'élément chrome. Les couleurs chatoyantes des rubis et émeraudes, naturelles ou artificielles, s'expliquent souvent par différents oxydes ou dérivés de chrome qui ne sont que des impuretés présentes dans le corindon. Les ions chromes trivalents colorent en vert émeraude les verres. Le corindon des rubis est coloré en rouge par l'oxyde Cr2O3.

### Minerais et extractions minières, réserves ou gisements
Le chrome est extrait des mines sous forme de minerais à base de chromite FeCr2O4 insérés dans des roches telles que les dunites et des serpentines. Il s'agit du « fer chromé » ou « chromite de fer » des anciens minéralogistes ou chimistes, qui le décrivait comme un « oxyde salin naturel », qui est toujours le minerai principal du chrome.
Son extraction annuelle représentait 7 millions de tonnes au début des années 1990. C'est le minerai de chrome par excellence, largement majoritaire, car la crocoïte, à la base d'un autre minerai, est beaucoup moins utilisée en pratique par l'industrie minière.
Il faut signaler que la formule générique d'oxyde mixte FeO.Cr2O3 ne représente pas adéquatement le minerai chromite. Le rapport théorique de Cr/Fe de l'ordre de 2 s'abaisse très facilement, et tend vers un minimum technique de 1/5. Un triage pondéral, parfois en partie manuel, s'impose.
À peu près la moitié du minerai de chromite est produit en Afrique du Sud. Le Kazakhstan et la Russie, l'Inde et la Turquie, Madagascar et le Zimbabwe, la Finlande et l'Albanie, les Philippines sont aussi des producteurs importants. On trouve des dépôts de chromite importants, mais géographiquement concentrés en Afrique du Sud (peut-être 70 %), au Kazakhstan et en Russie (peut-être pour les deux 20 %), mais aussi en Turquie, en Iran, aux États-Unis, aux Philippines, en Finlande.
Ce minerai permet de fabriquer différents ferrochromes FeCr plus ou moins impurs, caractérisés par leur teneur en carbone C résiduelle et une teneur de l'ordre de 52 % à 75 % en masse de Cr. Idéalement, il faut chauffer en présence de carbone le minerai préalablement trié de chromite de fer, contenant au mieux 40 % en masse de Cr2O3, entre 1500 et 1 600 °C, en utilisant des fondants à base de calcaire et quartzite pour abaisser encore les exigences thermiques.
FeO.Cr2O3 solide minerai chromite de fer + 4 C charbon → 2 Cr + Fe masse solide inséparable de ferrochrome + 4 CO gaz monoxyde de carbone
Les différents procédés fournissent de manière simpliste au moins trois types de ferrochromes, le « FeCr suraffiné » contenant 0,5 % C ou moins, « Fe Cr affiné » entre 0,5 % et 4 % C, le « FeCr carburé » de 4 % et 10 % C.

## Propriétés physiques et chimiques du corps simple métal, préparation et alliages

### Propriétés physiques
Le corps simple est un solide cristal métal blanc à légèrement bleuté, avec éclat brillant, parfois d'une couleur gris acier-argenté, gris bleuâtre, gris blanc ou blanc bleuté, dur et inoxydable à l'air, de densité avoisinant 7,1. Le réseau métallique des atomes de chrome générant une "mer de Fermi" avec les électrons libres est cubique centré. Le rayon atomique dans cette structure réticulaire est de l'ordre de 1,249 Å. Les cristaux observables forment des octaèdres réguliers. Le chrome métal, aussi dur que le corindon, est pourtant déformable. Des impuretés dispersées dans sa structure rendent le métal cassant.
Sa surface est très dure, mais cassante du fait de la présence plus fréquente d'impuretés à faible teneur. Une surface brillante et très dure peut être obtenue par polissage.
La conductivité électrique avoisine 11% IACS, c'est-à-dire lorsqu'elle est définie par rapport à celle du cuivre pur. Le chrome est antiferromagnétique en dessous de 35 °C (308 K) ; au-dessus, il est paramagnétique.
Il fond vers 1 905 °C et bout au-dessus de 2 670 °C.

### Propriétés chimiques
Chauffé au rouge, le chrome métallique s'oxyde en sesquioxyde de chrome Cr2O3 vert, l'oxyde de chrome le plus stable.
2 Cr chrome métal chauffé au rouge à l'air + 3/2 O2 → Cr2O3 solide
Le métal chrome à éclat argenté n'est pas oxydable à l'air à température ordinaire. Il est inaltérable à l'air et stable en présence d'eau. Pourtant, d'après les données thermodynamiques, le chrome à l'état métal est un bon réducteur, ce qui se constate à l'état divisé, la poudre ultrafine de chrome entrant facilement en réaction rapide et complète avec l'oxygène. À l'état massif, le métal est protégé par une couche de Cr2O3 quasi-transparente, véritable couche de passivation obtenue par une oxydation lente. Cette couche mince peut être formée par mise en contact avec l'acide nitrique ou des corps oxydants suffisamment forts. Elle protège efficacement le métal sous-jacent de l'action des acides dilués.
Le métal Cr ou sa surface de passivation résiste assez fortement à la corrosion et au ternissement, en conditions chimiques parfois agressives, et à assez fortes températures, c'est pourquoi le placage de chrome est un revêtement efficace de protection des aciers et métaux divers. Il joue aussi un rôle de décoration, en plus du recouvrement protecteur.
Le chrome se dissout dans les acides halogénohydriques, en particulier l'acide chlorhydrique, l'acide bromhydrique, l'acide fluorhydrique... Il se dissout lentement dans l'acide sulfurique. Mais l'acide nitrique et l'eau régale, acides oxydants, restent sans action, ainsi que les solutions alcalines, en particulier à des temps d'exposition assez brefs et à froid car, en principe, les bases fortes transforment lentement le chrome en ions chromites CrO2−, parfois mieux décrits sous une forme dihydratée Cr(OH)4−.
Le chrome métal réducteur réagit le plus souvent avec la plupart des non-métaux à températures élevées. Il brûle facilement dans le gaz chlore, en laissant un dépôt de chlorure de chrome violet.

### Préparation du corps simple, production
Il existe aussi des procédés classiques purifiant le minerai FeO.Cr2O3 de son oxyde de fer, car le chromate de potassium est très soluble dans l'eau alors que le sesquioxyde de fer reste insoluble.
2 FeO.Cr2O3 minerai sélectionné en creuset + 4 K2CO3 potasse des anciens, chauffage à l'air à hautes températures → 4 K2CrO3 solide chromate de potassium + Fe2O3 solide oxyde de fer  + 3 CO gaz + CO2 gaz
La séparation des composés oxygénés du chrome et du fer est facile en milieu aqueux, puis le chromate de potassium obtenu après séchage de la solution obtenu par filtrage de la suspension résiduelle, est chauffé à hautes températures avec du charbon actif ou préalablement purifié.
4 K2CrO3 solide sec + 2 C charbon actif → K2CO3 solide chromate de potassium + 2 Cr2O3 solide pur + K2O solide oxyde de potassium + 2 CO gaz
Le chrome est obtenu commercialement en chauffant par exemple ce sesquioxyde de chrome purifié en présence d'aluminium ou de silicium. Ainsi par aluminothermie ,
Cr2O3 solide poudre verte + 2 Al poudre métallique → 2 Cr0 chrome métal + Al2O3 alumine avec {\displaystyle \Delta H=}- 536,7 kJ/mol
Ce procédé thermique en technique batch employé en Allemagne dans les années 1990 utilise 1 593 kg d'oxyde de chrome(III) purifié, 578 kg de gravier métallique d'aluminium, 137 kg de chaux et 11 kg de nitrate de calcium, ces derniers corps comme fondant et homogénéisateur de cette réaction exothermique violente. Le chrome métal est obtenu par pompage sous vide au mieux entre 99 % et 99,3 % en masse, avec des traces d'aluminium et de chaux.
Mais aussi par magnésiothermie,
Cr2O3 solide + 3 Mg ruban métallique → 2 Cr chrome métal + 3 MgO alumine avec {\displaystyle \Delta H=}- kJ/mol
Au laboratoire, le chimiste peut aussi utiliser la combustion de la poudre d'aluminium ou mieux du ruban de magnésium métallique.
Le chrome peut être aussi préparé à l'état d'alliage par réduction par le carbone de chromites préalablement purifiées au four électrique. Enfin, le procédé électrolytique, à partir de solutions de Cr(III) ou de Cr(IV), électrolytes au contact des cathodes de cuivre ou d'acier inox et d'anode en Pb ou en aciers spéciaux, est un procédé coûteux en énergie, nécessitant 75 kWh/kg de chrome métal, mais il permet d'obtenir un métal très pur, dépassant parfois 99,95 % en masse.
Le chrome, métal industriel, est souvent un métal brut pulvérulent. La maîtrise de la technologie des poudres permet de l'agglomérer dans le vide, ou d'obtenir des formes compactes par fusion dans un four à arc.

### Alliages contenant du chrome
Le chrome est un métal d'alliage des aciers inoxydables, par exemple du fameux 18/8, à base de Fe, 18 % de Cr et 8 % de Ni. Il est introduit à l'aide de ferrochrome. Dans les alliages de fer, le chrome est un métal renforçateur. Il apporte une bonne résistance à la corrosion de l'atmosphère et aux principaux agents chimiques.
Observé au niveau des microstructures d'acier, le chrome, élément alphagène, à grande affinité pour le carbone, favorise la formation de la ferrite et augmente la trempabilité. Il se comporte ainsi comme le titane, le vanadium, le molybdène, le tungstène, le silicium et l'aluminium. Il permet la formation de nombreux carbures tels que Cr23C6, Cr3C2, Cr7C3.. plus durs que la cémentite. Ainsi il accroît la dureté et la résistance à l'usure de l'acier, sans augmenter sa fragilité. Les aciers au chrome, fabriqués pour les rails en remplacement du simple fer ou de l'acier banal, ont ainsi permis une évolution capitale dans l'histoire des chemins de fer.
Les aciers faiblement alliés comportent 0,4 % à 3 % en masse de chrome. Les fortes teneurs en chrome, supérieures à 20 % en masse, permettent d'obtenir des aciers superferritiques spécifiques. Les teneurs moyennes en chrome dans les aciers se caractérisent par des structures diverses. Ainsi l'acier avec C inférieur ou égal à 0,06 %, Cr 18 % Ni 10 % et Ti est austénitique, avec C inférieur ou égal à 0,06 %, Cr 17 % Ni 4 % et Mo est martensitique, avec C inférieur ou égal à 0,03 %, Cr 18 % Ni 12 % Mo 3 % est austénitique, avec C inférieur ou égal à 0,03 %, Cr 22 % Ni 5 % Mo 3 % et N est austéno-ferritique, avec C inférieure ou égal à 0,02 %, Cr 20 % Ni 25 %, Mo et Cu est austénitique.
Le chrome, métal d'addition, rend résistant les alliages, et pas seulement les aciers spéciaux ou inoxydables. Il se retrouve dans des autres alliages avec de nombreux métaux, comme avec le Ni, Co, Al. Des résistances électriques sont en NiCr.
Différents des alliages superficiels de fer à propriété anti-corrosion vers 1 000 °C, il existe des placages multicouches pour protéger un métal en surface. Par exemple avec respectivement des couches de cuivre, nickel et chrome. Le chrome placé en surface de contact de l'objet métallique apporte des propriétés d'anticorrosion et anti-abrasion.

## Chimie, corps composés et complexes du chrome, techniques d'analyse
Les états d'oxydation observables du chrome sont entre -II et VI ; les composés du chrome les plus communs et les mieux connus sont +2 ou II, +3 ou III, +6 ou VI; l'état +3 ou chrome trivalent est de loin le plus stable et le plus important, avec des composés amphotères. Les états +4 ou IV et +5 ou V sont relativement rares. Les composés du chrome d'état d'oxydation +6 sont de puissants oxydants et des acides. Le chrome à l'état d'oxydation +2 est un réducteur, ses composés sont basiques et réducteurs. L'acidité augmente donc avec le degré d'oxydation du chrome.
Outre le corps simple, l'état 0 est par exemple représenté par l'hexacarbonyle de chrome Cr(CO)6, qui se sublime sous pression réduite et peut être soluble dans les solvants organiques.
L'état d'oxydation +1 est peu commun et n'existe en pratique que stabilisé à l'état de complexe, comme le chrome tri-dipyridile.
L'ion chromeux Cr2+ bleu, est très réducteur et peu stable. Il se transforme rapidement en chrome trivalent. Mais les composés chromeux, ioniques, sont bien connus, ils font partie des réducteurs les plus puissants en solution aqueuse, ils sont facilement oxydés à l'air en Cr3+. Inversement, la réduction des ions chromiques par le zinc métal prouve par le potentiel nécessaire les capacités réductrices de l'ion chromeux en solution aqueuse.
Cr3+ ions chromiques en milieu aqueux + e− → Cr2+ ions chromeux avec ε0 = - 0,41 V
Il est facile de constater que les solutions fraîches d'ions chromeux réagissent, à la fois rapidement et quantitativement, avec l'oxygène. C'est une technique classique d'élimination radicale du gaz oxygène, le plus souvent à l'état de traces ou de faibles proportions, des mélanges gazeux.
Mais les complexes de coordination obtenu avec Cr2+ sont parfois beaucoup plus stables.
Les composés chromeux s'ionisent légèrement. L'hydroxyde de chrome (II) Cr(OH)2 est basique.
L'ion chromique Cr3+, en pratique vert non complexé ou violet dans le milieu aqueux à froid permet le complexe Cr(H2O)63+, très stable en solution acide, est l'analogue des ions aluminiques Al3+ et ferriques Fe3+. Il est présent dans une multitude de composés chimiques, notons aussi en particulier à température ambiante les nombreux complexes de coordination stables Cr(H2O)63+, Cr(NH3)63+, CrF63−, CrCl63−, CrCN63−, Cr(C2O4)3−, Cr(C4H4O6)3−, Cr(EDTA)3−, Cr(CH3COO)6)(OH)2+... Le cation complexe hexahydraté Cr(H2O)63+ est détruit à chaud, les complexes chromés du type amine Cr(NH3)63+ et hydroxy-acétyles Cr(CH3COO)6)(OH)2+ sont détruits à ébullition et laissent le trihydroxyde de chrome Cr(OH)3.
En solution alcaline, Cr3+ s'oxyde facilement en cations chromes hexavalents Cr(VI).
L'oxyde de chrome(III), oxyde chromeux ou sesquioxyde de chrome, Cr2O3, vert, est amphotère, plus basique qu'acide. Il s'obtient par décomposition thermique du dichromate d'ammonium, lors de l'expérience dite du "volcan", dégageant gaz et fumées.
(NH4)2Cr2O7 solide → N2 gaz diazote + 4 H2O vapeur d'eau + Cr2O3 solide
L'hydroxyde chromeux Cr(OH)3 est également amphotère. Ce corps solide, de produit de solubilité pKs avoisinant 30 est le résultat de la précipitation totale du cation chromique par un hydroxyde alcalin.
Cr3+ aqueux + 3 OH− aqueux → Cr(OH)3 précipité gris-vert
Une redissolution est constatée en excès d'ions hydroxyles, laissant des ions chromites libres en milieu très basique.
Cr(OH)3 précipité solide + OH− aq en excès → CrO2− ions chromites verts + 2 H2O
Mais le chauffage à ébullition des ions chromites conduit à la reprécipitation quantitative de Cr(OH)3. Ce constat permet de distinguer les cations Cr3+ des cations Al3+.
Les composés de Cr(VI), corps covalents et oxydants très forts, incluent les "chromates" et les "dichromates". L'ion chromate CrO42− de structure tétraédrique est jaune, stable en milieu basique. L'ion bichromate Cr2O72− est orange, stable en milieu acide.
Le trioxyde de chrome CrO3 est un acide fort.
CrO3 solide + 2 NaOH aqueux solution alcaline de soude → 2 Na+ ion sodium + CrO42− ion chromate + 3 H2O eau
H2CrO4 est un acide très fort. L'ion chromate en solution tend à se condenser lorsque le pH diminue de plus en plus, ce qui explique les iso-poly-acides successifs Cr2O72−, Cr3O102−, Cr4O132−, etc. Les polychromates définis par la formule chimique CrnO3n+12− avec l'entier n > 2 sont rouge vif.
L'obtention d'oxyhalogénure de chrome, du type chlorure de chromyle CrO2Cl2, liquide rouge foncé, sans passer par une chloruration directe par le gaz dichlore, se fait par dissolution du trioxyde dans des acides forts comportant l'acide chlorhydrique HCl et d'action de ce même acide concentré en milieu acide sulfurique concentré sur les dichromates. C'est une technique classique pour confirmer la présence d'anions chlorures.

### Principaux composés du chrome
Il existe un grand nombre de composés, d'états d'oxydation variés, et de composés de coordination.
Parmi les principaux composés, citons :
- oxydes de chrome :
  - oxyde chromeux ou monoxyde de chrome CrO, poudre noire insoluble dans l'eau,
  - sesquioxyde de chrome Cr2O3 vert, solide cristallin réfractaire de maille hexagonale,
  - oxyde de chrome(IV) CrO2 poudre brun-noir assez peu stable thermiquement,
  - oxyde de chrome(VI) ou trioxyde de chrome CrO3 ;
- hydroxydes de chrome :
  - dihydroxyde de chrome ou hydroxyde chromeux Cr(OH)2 brun-jaune ou jaune-brun,
  - hydroxyde de chrome(III) ou hydroxyde chromique Cr(OH)3 ;
- sulfures de chrome ;
- halogénures de chrome.

### Analyse
La détection qualitative de l'élément chrome peut être effectuée en obtenant une coloration verte avec les perles de borax contaminées par une matière chromifère ou chromatée, soluble dans la phase boratée fondue à chaud. La précipitation du sesquioxyde de chrome ou encore du chromate de baryum permet un pesage efficace, et ainsi une détermination quantitative.
Le cation Cr3+ fait partie du groupe III ou groupe du sulfure d'ammonium NH4S. Il appartient au sous-groupe qui précipite en présence requise d'ammoniaque. Ce sous-groupe comprend également Be3+, Al3+, Fe3+, UO23+, ZnO23+, TiO23+, Th4+, Ce3+ et Ce4+

## Utilisations du chrome
Les utilisations du chrome métal sont variées. Le ferrochrome, matière intermédiaire déjà présentée, est l'intermédiaire classique pour la fabrication des aciers spéciaux, comme les aciers inoxydables, les aciers au Cr et Ni, etc.
En métallurgie, le chrome permet de confectionner des alliages durs et résistants. On le retrouve dans l'aluminium anodisé.
Le chromage ou plaquage électrolytique au chrome permet d'améliorer la résistance à la corrosion, et de rajouter un fini brillant à la pièce. En général, le métal à traiter est préalablement nickelé. Le dépôt par électrolyse d'une solution d'acide chromique en milieu acide sulfurique apporte un fin revêtement métallique protecteur de chrome, une couche compacte de l'ordre de 0,3 μm en moyenne.
À partir du 21 septembre 2017 l'usage de Chrome(VI) pour le chromage a besoin d'une autorisation délivrée par l'Union européenne.
L'ensemble des applications en métallurgie et sidérurgie, comprenant la protection contre la corrosion, avoisine à la fin des années 1990 environ la moitié des usages en masse du Cr. Le secteur des pigments au chrome, y compris les pigments pour verres et céramiques, correspondait à 25 % en masse. Le secteur du tannage, souvent oublié, représentait presque 15 % du chrome consommé, alors que les techniques de catalyse industrielle en nécessitaient environ 5 %. L'usage dans les laboratoires est infime.
Les chromates et les oxydes sont utilisés comme pigments stables dans les colorants et les peintures. Le chrome jaune, PbCrO4, est un pigment jaune brillant utilisé en peinture. Au début du XIXe siècle, le chromate de plomb, réputé pour son jaune vif bien opaque et résistant à la lumière, est déjà utilisé comme pigment, les couleurs qu'il permet d'obtenir vont du jaune vert au jaune orangé mais le produit à l'inconvénient d'être toxique.
Certains sels et oxydes de chrome, du type Cr2O3, sont utilisés pour donner une couleur verte au verre et aux diverses céramiques vitrifiées. Le "chrome vert" à base d'oxyde de chrome Cr2O3 est par exemple utilisé dans la peinture sur émail.
Les aluns de chrome, agents de mordançage et de tannage, sont utilisés dans le tannage des peaux.
Le chrome et certains de ses composés sont des catalyseurs. Ainsi, dans certaines réactions d'hydrogénation, mais aussi sous la forme tricarbonylée comme groupement activateur d'un benzène, ils permettent de nombreuses transformations chimiques.
Le dichromate de potassium est un oxydant puissant employé en chimie quantitative, il est aussi utilisé en milieu acide pour le nettoyage de la verrerie de laboratoire afin d'éliminer toutes traces organiques.
En médecine, le chrome peut être utilisé contre le diabète, mais son usage est controversé.

## Rôle biologique
Le chrome trivalent à faible dose est un oligo-élément, vital pour le corps humain, essentiel pour le métabolisme du sucre chez l'être humain. Une déficience en chrome peut affecter le potentiel de l'insuline à réguler le niveau de sucre dans l'organisme.
Le chrome n'a pas, comme les autres oligo-éléments, été trouvé dans une protéine avec une activité biologique, et donc son mécanisme d'action dans la régulation du sucre reste inexpliqué.
En fait, les composés organiques du chrome (III) sont plutôt stables, plus que ceux des métaux de transition de la même période (Mn, Fe, Co, Ni, Cu...) et sont donc peu susceptibles de participer à des réactions biologiques, par définition réversibles.

## Toxicologie, écotoxicologie
Les dérivés du chrome sont très toxiques et à forte dose, ses sels provoquent notamment et de manière rapide des ulcères.
La toxicité du chrome varie fortement selon sa forme chimique (particule, nanoparticule, ion, oxyde, hydroxyde, valence…). Inversement, l'ion chrome VI, Cr6+ (bichromate, chromate...), est prouvé cancérogène.
Il peut être bioaccumulé par divers organismes (dont les végétaux alimentaires quand il est présent dans l'eau d'irrigation). Dans ces cas, il peut devenir l'un des contaminants alimentaires pouvant affecter la santé. Il peut aussi être bioconcentré dans le réseau trophique.
Il fait partie des métaux toxiques présents dans certains déchets industriels, d'incinérateurs, ou dans certains sédiments, pour lesquels on cherche des solutions d'inertage aussi durables que possible, par exemple dans des matrices de ciment .

## Imprégnation des populations humaines
Elle varie selon de nombreux paramètres, environnementaux et alimentaires notamment.
En 2018 en France le « Volet périnatal » du programme national de biosurveillance a publié une évaluation de l'imprégnation des femmes enceintes notamment par le chrome (et par 12 autres métaux ou métalloïdes et quelques polluants organiques). Ce travail a été fait à l'occasion du suivi d'une cohorte de 4 145 femmes enceintes (« Cohorte Elfe »). Cette cohorte comprenait des femmes qui ont accouché en France en 2011 hors Corse et TOM). Le dosage urinaire de 990 femmes enceintes arrivant à la maternité a confirmé une omniprésence du Chrome dans l'environnement ; il a été retrouvé dans 96% des échantillons d'urine analysée (moyenne géométrique : 0,30 μg/L, et 0,41 μg/g de créatinine. Ce taux (plus élevé que celui de la population en général) est assez comparable à celui rapporté par la seule autre étude de ce type (réalisée en Australie) chez des femmes enceintes (selon les auteurs de l'étude « cet écart pourrait s'expliquer par certaines modifications métaboliques au cours de la grossesse, susceptibles de conduire à une augmentation de l'excrétion urinaire de chrome chez les femmes enceintes. La recherche des déterminants de l'imprégnation par le chrome n'a pas mis en évidence d'association avec les variables étudiées ».

## Économie et production
Isaac Tyson (en) a commencé à extraire de la chromite dans le Maryland en 1813 et a construit Baltimore Chrome Works sur le front de mer de la branche nord-ouest du fleuve Patapsco à Baltimore en 1845.
Il a ainsi gagné un monopole dans l'utilisation chimique du chrome ainsi que dans son exploitation minière. Le Maryland a continué d'être le principal producteur mondiale de chrome jusqu'au milieu du 19e siècle, lorsque les gisements en Asie mineure ont pris de l'importance, et les exportations de Baltimore ont cessé en 1860.
Baltimore Chrome Works a maintenu son monopole sur l'économie des États-Unis jusqu'en 1885
Approximativement 15 millions de tonnes de chromite ont été produites en 2000, et converties en à peu près 4 millions de tonnes de ferrochrome pour une valeur marchande de 2,5 milliards de dollars.
Le principal pays producteur de Cr métal au début des années 2000 est l'Afrique du Sud.

### Commerce
En 2014, la France est nette importatrice de chrome, d'après les douanes françaises. Le prix moyen à la tonne à l'import était de 350 € [réf. nécessaire]. Au marché internationale, le FMI indique un pris variant entre environ 5 000 a 11 000 euros entre 2014 et 2024.